# Kilmurargeting
Kilmurargeting (Ancistrocerus parietum) är en stekelart som beskrevs av Carl von Linné 1758. Enligt Catalogue of Life ingår kilmurargeting i släktet murargetingar och familjen Eumenidae, men enligt Dyntaxa är tillhörigheten istället släktet murargetingar och familjen getingar. Arten är reproducerande i Sverige. Inga underarter finns listade i Catalogue of Life.